# Corte Isolani

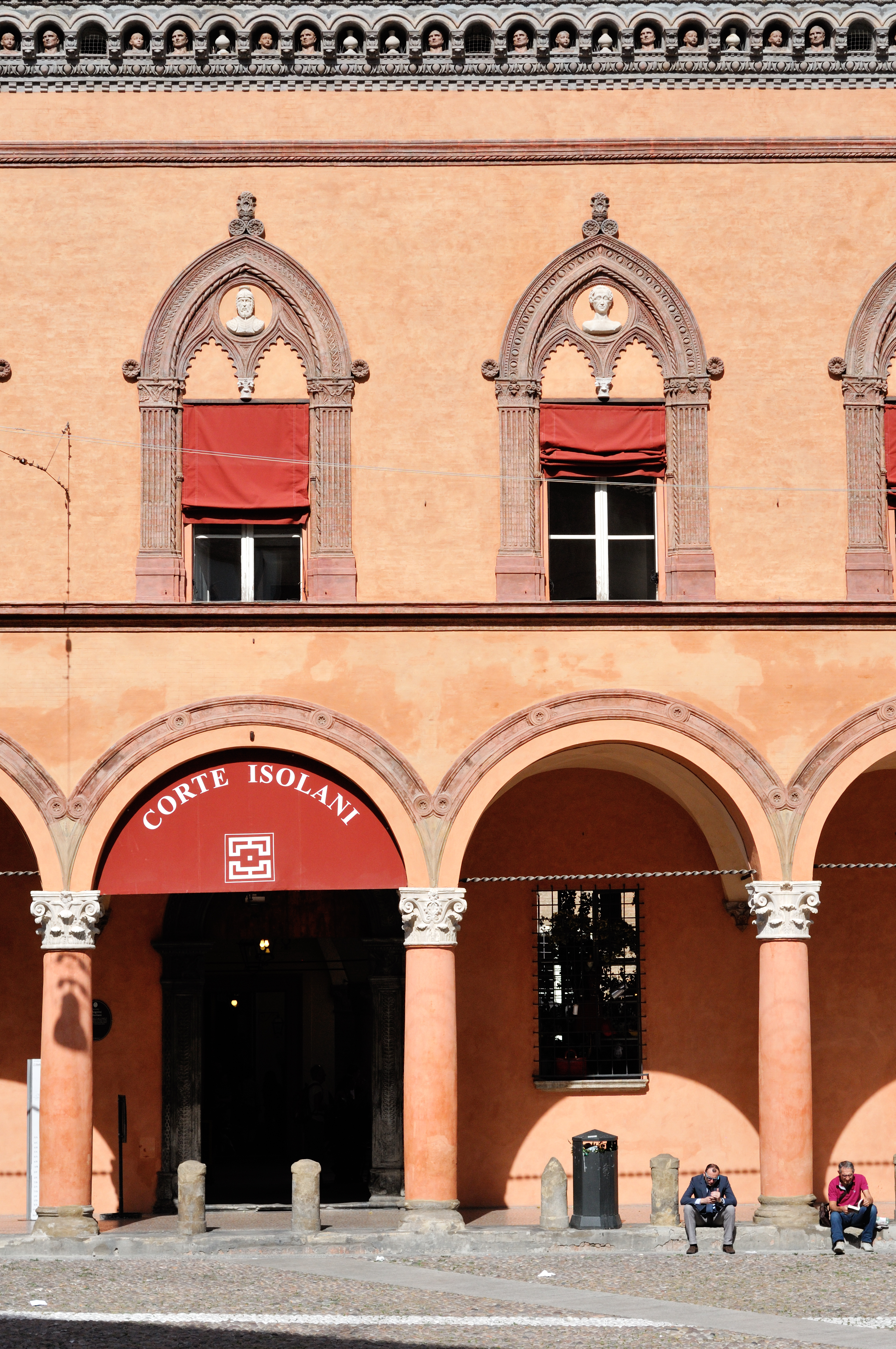
Ingresso da Piazza Santo Stefano

Corte Isolani è un passaggio coperto che collega due delle principali arterie del centro storico di Bologna: Strada Maggiore e via Santo Stefano. Questo percorso è stato inaugurato nel 1995 (a seguito della ristrutturazione e del restauro), curato dall'architetto Marina di Mottola, del complesso dei palazzi Isolani, ancora oggi di proprietà dei fratelli Gualtiero e Francesco Cavazza Isolani.

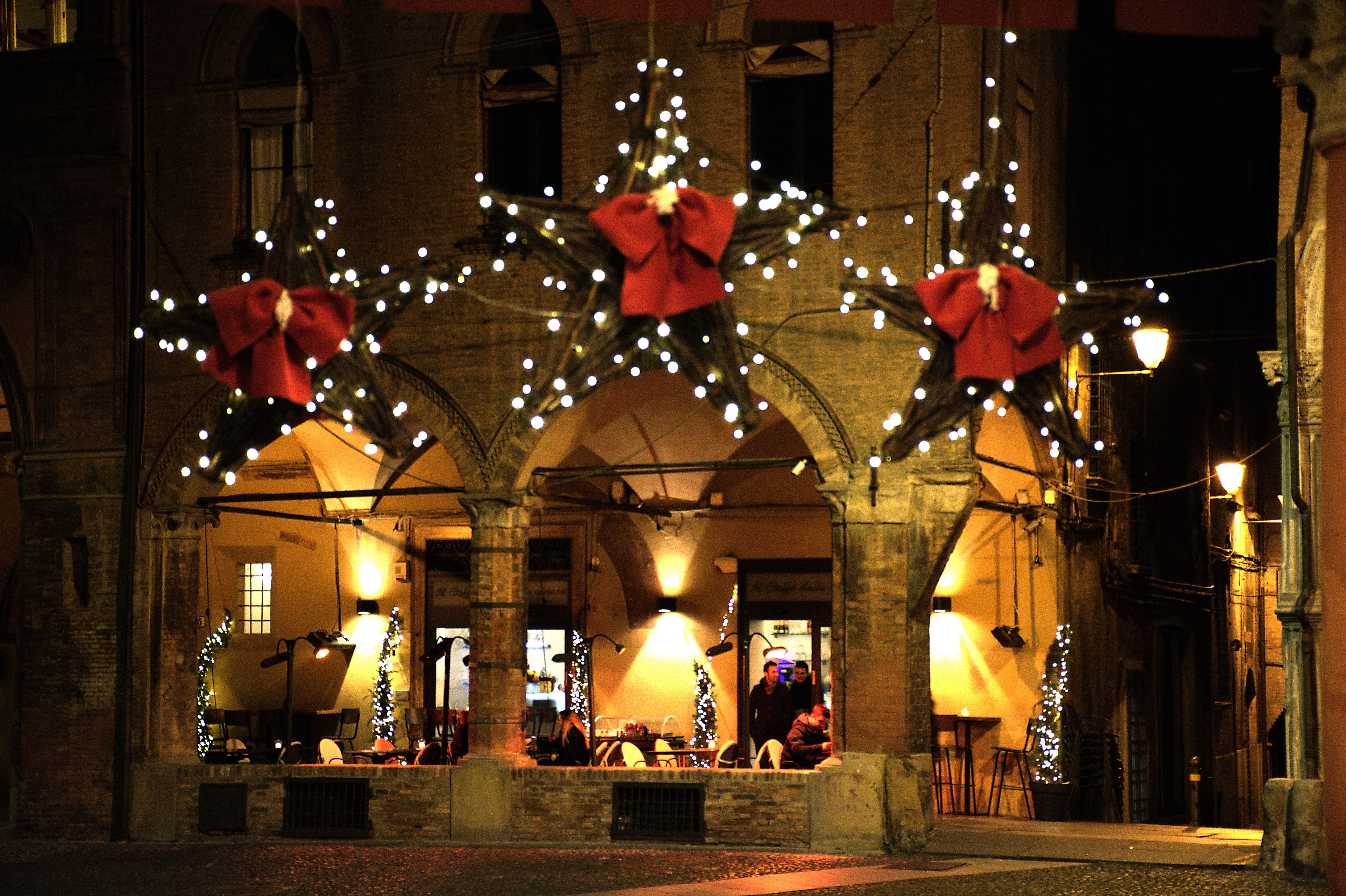
Vista del portico opposto uscendo da Corte Isolani su Piazza S.Stefano

L'ingresso su Strada Maggiore è dominato dal portico di Casa Isolani, una delle più significative testimonianze dell'architettura romanico-gotica bolognese, caratterizzato da alte stilate lignee. Attraversando cortili e androni sui quali si affacciano negozi, uffici e residenze si giunge sulla Piazza Santo Stefano. Su questo lato, a dare il benvenuto a chi entra nella corte è il palazzo Isolani già Bolognini, edificato tra il 1451 e il 1455 su disegno dell'architetto toscano Pagno di Lapo Portigiani.